# Eo
L'Eo és un riu al nord de la península Ibèrica que discorre per Astúries i Galícia, fent de frontera entre elles en els últims quilòmetres del seu recorregut. Neix a Fonteo, al municipi de Baleira, província de Lugo, i desemboca a la mar Cantàbrica formant la ria de Ribadeo. Els seus principals afluents són el Rodil, el Turía, el Liñeiras i l'Ouria per l'oest, i el Ríotorto i el Trabada per l'est. Travessa A Pontenova i Ribeira de Piquín (Lugo) i San Tiso d'Abres i Abres (Astúries). Desemboca al municipi asturià d'A Veiga, formant la ria de Ribadeo, que separa els municipis de Ribadeo (Galícia) i Castropol (Astúries).